# Coppa del Presidente 2016 (pallacanestro maschile)
La Coppa del Presidente 2016  è la 32ª Coppa del Presidente di pallacanestro maschile.
La partita è stata disputata il 5 ottobre 2016 presso l'Ankara Arena di Ankara tra il Fenerbahçe, campione di Turchia 2015-16 e vincitore della Coppa di Turchia 2016 e l'Anadolu Efes finalista di Coppa di Turchia.

## Finale
| Arbitri: | Emin Moğulkoç Alper Altuğ Köselerli Mehmet Serdar Ünal |

| |            | |
| Datome, Dixon 19 | Punti      | 15 Granger |
| Sloukas 7 | Assist     | 7 Granger |
| Udoh 9 | Rimbalzi   | 11 Honeycutt |
| 5 Hersek• 8 Udoh• 10 Mahmutoğlu• 12 Antić• 16 Sloukas• 18 Arna• 21 Nunnally• 23 Uğurlu• 24 Veselý• 35 Dixon• 44 Düverioğlu• 70 Datome | Formazioni | 1 Thomas• 2 Honeycutt• 3 Baykan• 4 Balbay• 5 Brown• 6 Osman• 9 Geyik• 10 Korkmaz• 11 Demir• 15 Granger• 31 Heurtel• 42 Dunston |
| Željko Obradović | Allenatori | Velimir Perasović |